# 拉托馬 (聖路易省)

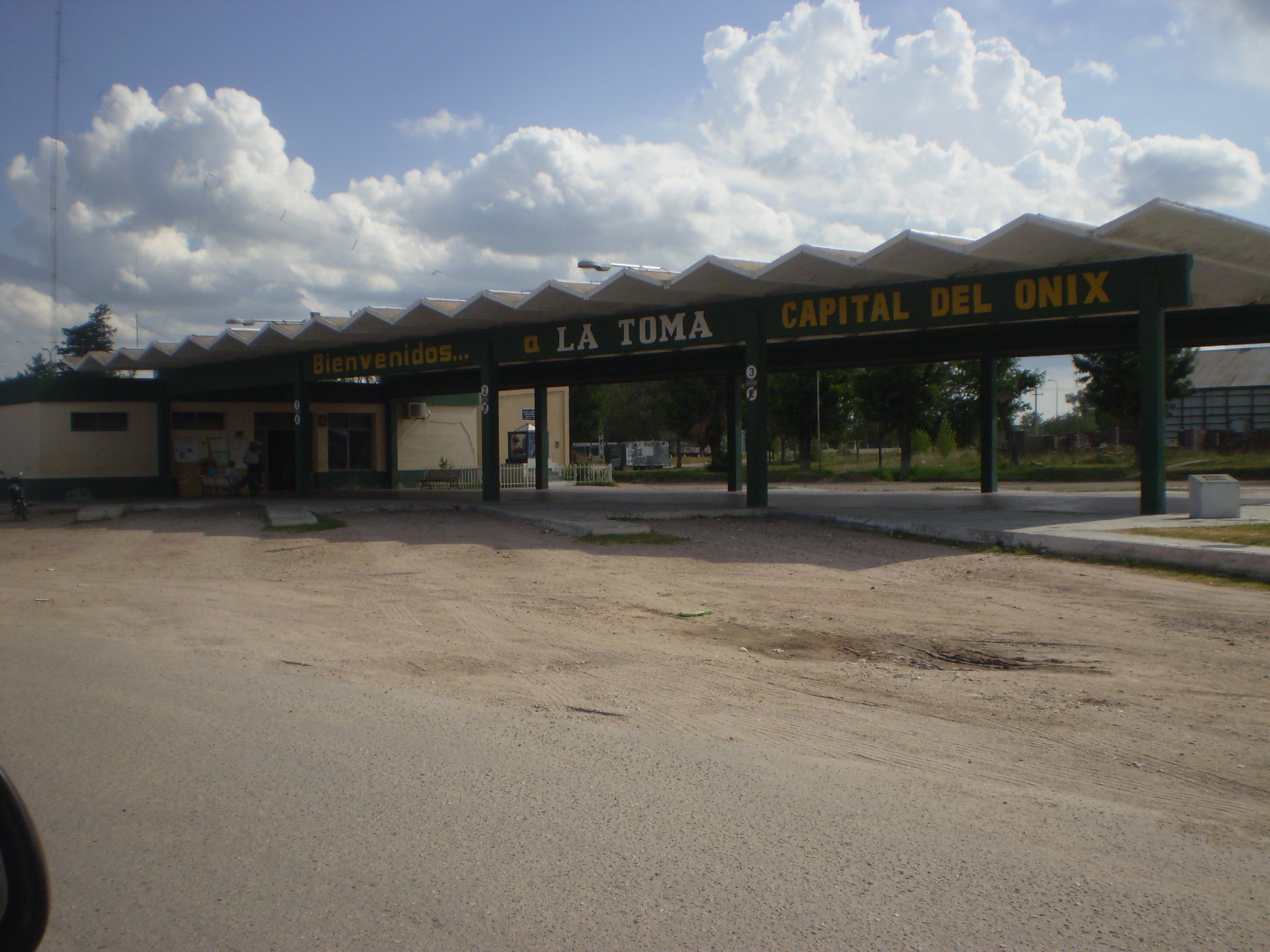
拉托馬

拉托馬（西班牙語：La Toma），是阿根廷的城鎮，位於該國中北部聖路易省，是皮林格爾斯上校縣的首府，始建於1906年，海拔高度861米，主要經濟活動有採礦業和旅遊業，2010年人口7,374。
33°03′S 65°37′W / 33.050°S 65.617°W